# BYD Surui
BYD Surui – samochód osobowy klasy kompaktowej produkowany pod chińską marką BYD w latach 2012–2018.

## Historia i opis modelu

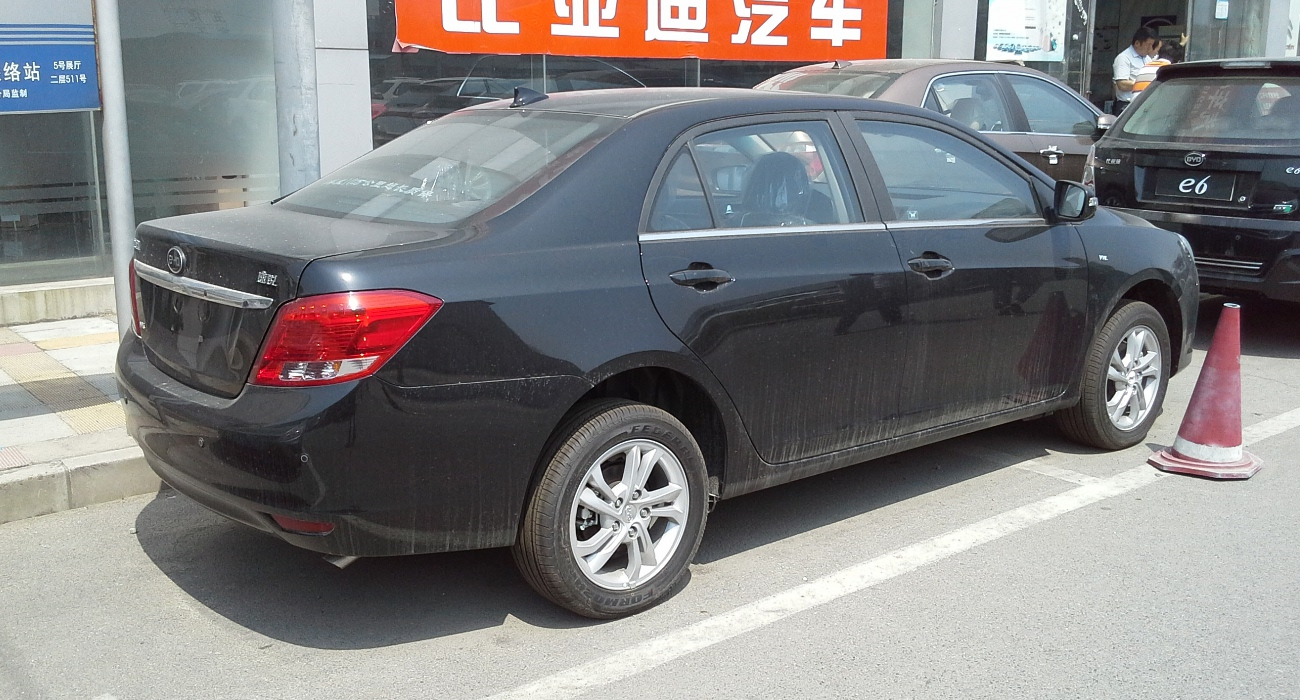
BYD Surui - tył

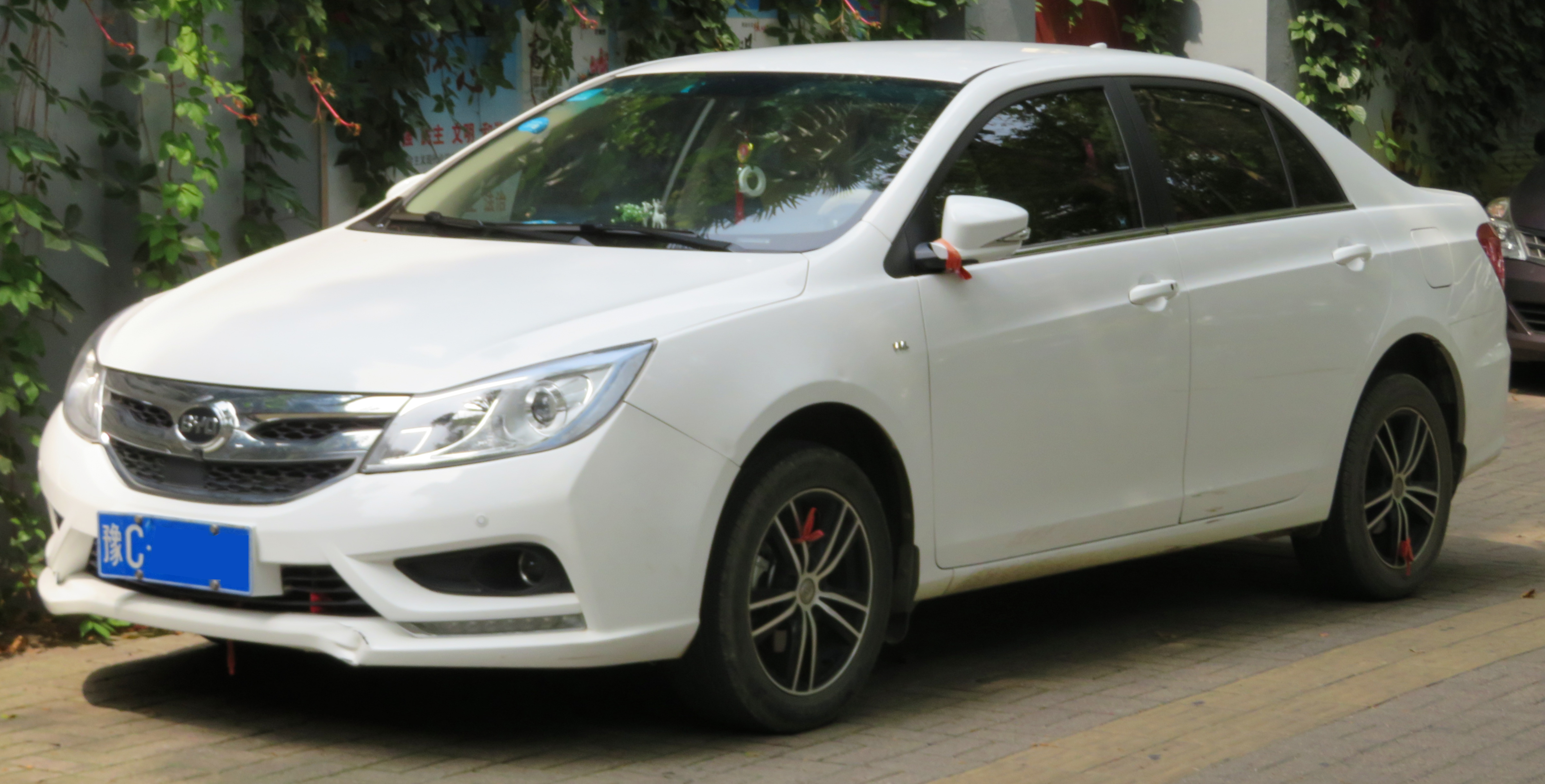
BYD Surui po liftingu

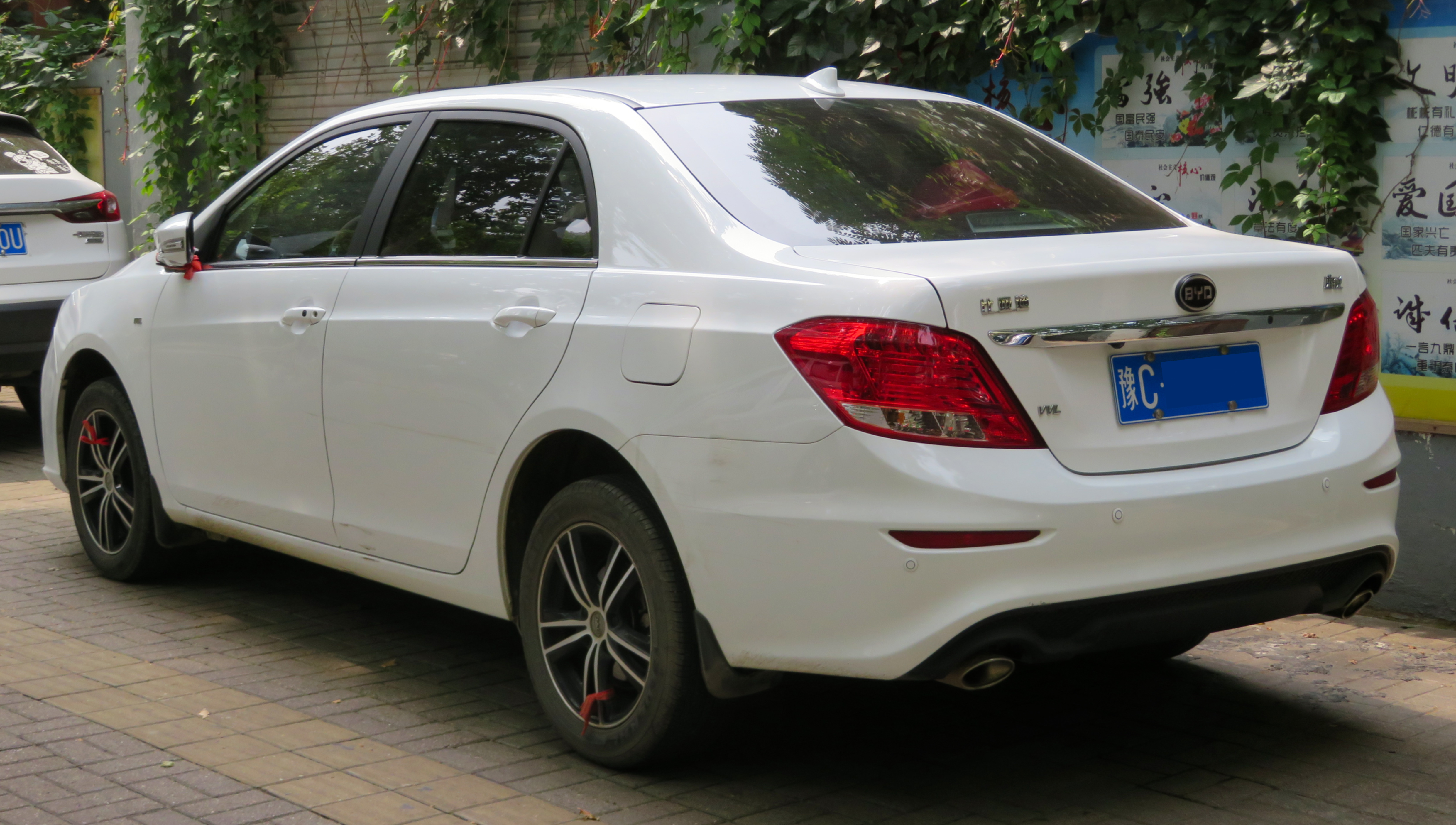
BYD Surui - tył po liftingu

W kwietniu 2012 roku BYD Auto zdecydował się poszerzyć swoją ofertę kompaktowych modeli o sedana Surui stanowiącego nowocześniejszą i przestronniejszą alternatywę dla dotychczas oferowanego F3, który przyjął nową funkcję jako bardziej budżetowy model. BYD zdecydował się wyróżnić pojazd systemem zdalnego sterowania podstawowymi funkcjami pojazdu. Za pomocą niewielkiego pilota kierowca może z odległości do 10 metrów włączyć zapłon pojazdu i włączyć np. ogrzewanie, aby szybciej przygotować go do jazdy.
Gamę jednostek napędowych utworzyła podstawowa oraz turbodołądowana czterocylindrowa jednostka benzynowa o pojemności 1,5-litra, oferując moc 109 KM lub 145 KM.

### Lifting
W lutym 2015 roku BYD Surui przeszedł restylizację nadwozia. Pas przedni zyskał nowy, obszerniej zdobiony chromowany element ozdobny atrapy chłodnicy, a także nowy kształt zderzaka przedniego z diodami LED do jazdy dziennej oraz tylnego z inaczej umiejscowionymi elementami odblaskowymi.

### Sprzedaż
Sprzedaż BYD-a Surui rozpoczęła się na wewnętrznym rynku chińskim w sierpniu 2012 roku, konkurując w licznie reprezentowanym lokalnie segmencie kompaktowych sedanów. Pod koniec 2012 roku samochód trafił do sprzedaży także na rynkach eksportowych pod nazwą BYD F3 Plus, na czele z Brazylią.

### Silniki
- R4 1.5l
- R4 1.5l Turbo

### e5

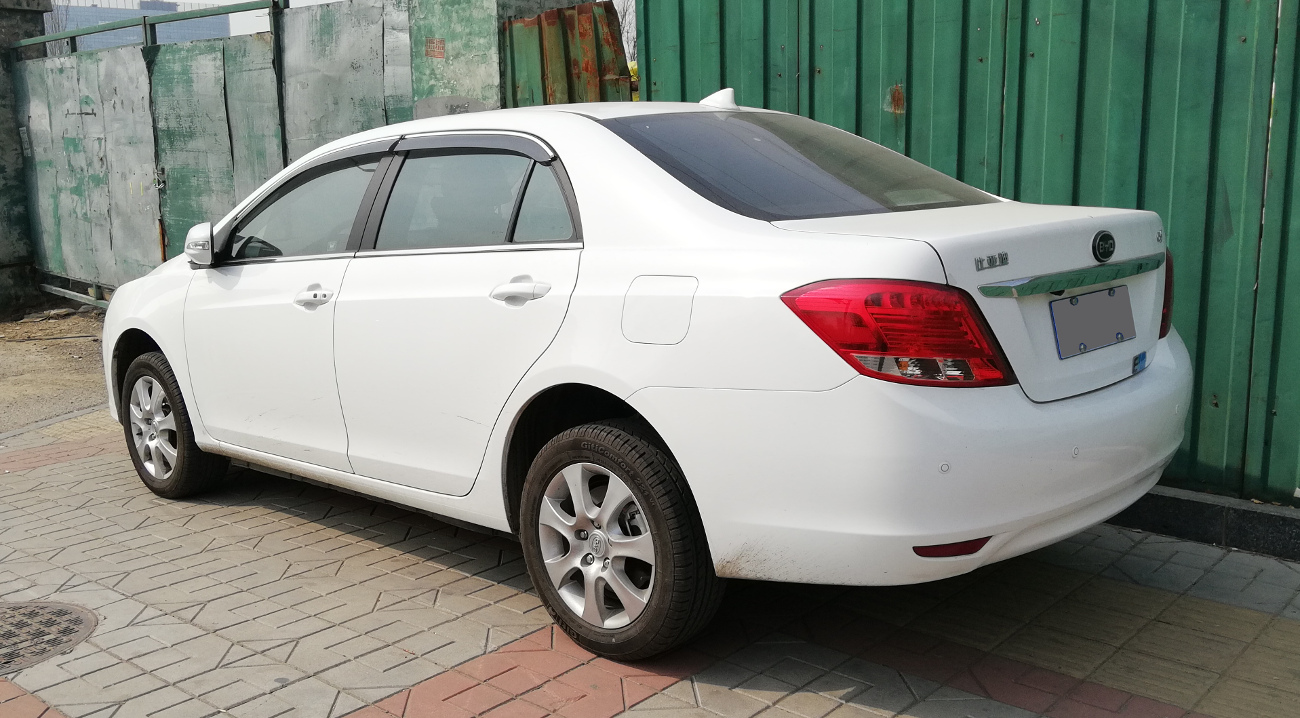
BYD e5 - tył

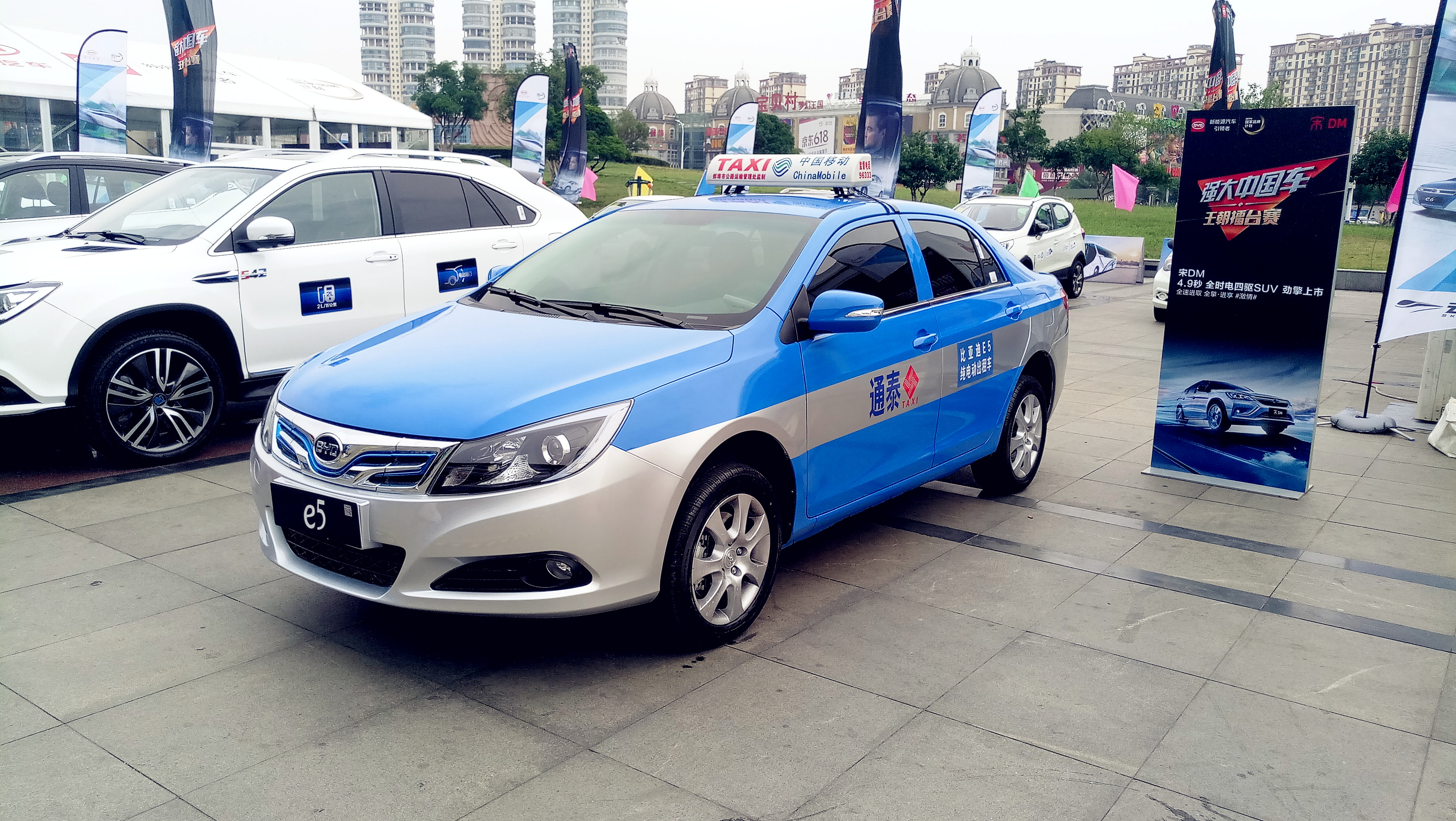
BYD e5 Taxi

BYD e5 został zaprezentowany po raz pierwszy w 2015 roku.
Trzy lata po premierze BYD-a Surui, producent przedstawił podczas wystawy Shanghai Auto Show opracowany na jego bazie wariant elektryczny o nazwie BYD e5. Samochód zyskał obszerne modyfikacje wizualne pasa przedniego, z inaczej stylizowanym zderzakiem, przemodelowaną atrapą chłodnicy i innymi wkładami reflektorów. W kabinie pasażerskiej pojazd zyskał przemodelowane zegary ze wskaźnikiem energii.
BYD e5 poszerzył ofertę producenta jako drugi samochód elektryczny po minivanie e6, powstając specjalnie z myślą o chińskich korporacjach taksówkarskich.

### Dane techniczne
Układ napędowy BYD-a e5 tworzy silnik elektryczny o mocy 134 KM, który pozwala rozpędzić się maksymalnie do 130 km/h i osiągnąć maksymalnie 180 Nm momentu obrotowego. Dzięki baterii o pojemności 61 kWh pojazd może przejechać na jednym ładowaniu maksymalnie 405 kilometrów.